# Pauline Smejkal
Pauline Smejkal (* 1917) ist eine österreichische Gerechte unter den Völkern.

## Leben
Die Wienerin Pauline Smejkal wohnte in der Kochgasse 24/8 und flüchtete nach dem Anschluss mit ihrem jüdischen Freund 1938 in die Niederlande.
Sie wohnten in Haarlem und wollten heiraten. Dies war jedoch nach der Besetzung der Niederlande durch die Deutschen nicht mehr möglich. Ihr Verlobter wurde in ein KZ deportiert, wo er umkam. Pauline blieb mit einem kleinen Baby zurück. 1942 nahm Pauline drei jüdische Kinder in ihrer Wohnung auf. Esther Friedmann war 6 Jahre, ihre Schwester Fanny 4 Jahre alt. Das dritte Kind war ein kranker Junge.
Die Eltern von Esther und Fanny waren 1933 aus Berlin nach Amsterdam geflohen. Als ihnen Gefahr drohte, gaben sie ihre Kinder ab, um deren Leben zu sichern. Pauline sorgte für die drei jüdischen Kinder wie für ihr eigenes Kind. Fanny blieb über ein Jahr bei ihr. Später wurde sie zu der Familie Wienen (Nachtegaalstr. 56, Tegelen) gebracht, wo sie überlebte. Sie heiratete nach dem Krieg einen Mann namens Haselbeck.
Pauline hielt Esther bis zum Winter 1944/45 in ihrer Wohnung versteckt. Als Gefahr drohte, dass die Deutschen ihr das Kind wegnehmen würden, brachte sie es zu einer Bekannten, wo es den Krieg überlebte. Esther heiratete nach dem Krieg einen Mann namens Rabinowitz. Smejkal kehrte nach dem Krieg mit ihrer Tochter nach Wien zurück.